# Podział administracyjny Kościoła katolickiego w Bułgarii
Podział administracyjny Kościoła katolickiego w Bułgarii – w ramach Kościoła katolickiego w Bułgarii odrębne struktury mają:
- Kościół katolicki obrządku łacińskiego (Kościół rzymskokatolicki)
- Katolickie Kościoły wschodnie:
  - Bułgarski Kościół katolicki (Kościół greckokatolicki)

## Obrządek łaciński

### Diecezje podległebezpośredniodoStolicy Apostolskiej
- Diecezja nikopolska
- Diecezja sofijsko-płowdiwska

## Obrządek bułgarski
- Eparchia św. Jana XXIII w Sofii